# María Catalina Irigoyen Echegaray
Blahoslavená María Catalina Irigoyen Echegaray (25. listopadu 1848, Pamplona – 10. října 1918, Madrid), lidově zvaná Boží sestra, byla španělská řeholnice. Působila v kongregacích Mariiny Dcery a Mariiny služebnice. Svůj život věnovala péči o nemocné. V roce 2011 byla beatifikována.

## Život
María Catalina Irigoyen Echegaray se narodila 25. listopadu 1848 jako poslední z osmi dětí Tiburciovi Irigoyenovi. Pokřtěna byla o den později 26. listopadu v katedrále v Pamploně .
Od svých třinácti let začala navštěvovat staré lidi a lidi bez domova a právě během této ušlechtilé činnosti ji její povolání k řeholnímu životu přimělo vstoupit do řeholního řádu, který sdílel tento cíl. Její první svaté přijímání se slavilo 26. listopadu 1880 spolu se spolužáky, kteří studovali u dominikánských jeptišek.
Její matka zemřela 17. prosince 1868 a její otec zemřel nedlouho poté, 15. února 1871. V roce 1878 požádala o vstup do řeholního řádu Mariiných služebnic, 31. prosince 1881 vstoupila do noviciátu.  Během svého působení mezi novými řeholnicemi se seznámila se sv. Marií Soledad Torres y Acosta. Její noviciát v Madridu vyvrcholil 12. března 1882 přijetím hábitu a přijetím svého nového řeholního jména. První sliby složila 14. května 1883 a slavnostní slib složila 15. července 1889.
Zemřela na kostní tuberkulózu 10. října 1918 v Madridu, která jí byla diagnostikována již v roce 1913.

## Beatifikace
Její oficiální beatifikační proces byl zahájen 4. dubna 1948, kdy se stala služebnicí Boží. Papež sv. Jan Pavel II. ji prohlásil za ctihodnou dne 30. března 1981.
Papež Benedikt XVI. schválil blahořečení potvrzením zázraku dne 2. dubna 2011.
Blahořečení jménem papeže předsedal dne 29. října 2011 kardinál Angelo Amato. Obřadu se také zúčastnili kardinálové Antonio María Rouco Varela a Antonio Cañizares Llovera.